# Eddie's Archive
Eddie's Archive je box set heavymetalové skupiny Iron Maiden. Box (plechová truhla s obličejem maskota Eddieho) obsahuje tři dvojCD, rodokmen skupiny a skleničku. Box set byl původně vydán v omezeném počtu, ale vzhledem k velkým žádostem byl znovuvydán; na rozdíl od prvního vydání je barva uvnitř truhly červená místo modré.

## Obsah
1. The BBC Archives
2. Beast Over Hammersmith
3. Best of the B'Sides